# Бест, Элисон
Элисон Бест (англ. Alyson Best; Пустой шаблон {{ВД-Преамбула}} ) — австралийская актриса, наиболее известная по ролям в сериале «Узницы» (1983) и фильму «Человек цветов» (1983), который был показан в программе «Особый взгляд» на Каннском кинофестивале 1984 года, а также фотосессии 1979 года для журнала Playboy.

## Биография
Элисон Бест родилась осенью 1960 года в Дангоге (Новый Южный Уэльс). 
Она дебютировала на экране в 1978 году в мыльной опере Network 10 «Мятежные годы». В 1983-м Бест исполнила роль Трейси Белман, заключённой, обвинённой в убийстве мужа и страдающей психосоматическим параличом, в популярном телесериале «Узницы».
Джанет Маслин в своей рецензии на «Человека цветов» в NY Times отмечала, что «Лиза в исполнении мисс Бест… пресная. Это, впрочем, объяснимо. Кроме стриптиза, в её роли особо и не поиграешь».

## Фильмография
- Мятежные годы — Александра Линдси (1978; 43 серии)
- Юный Рамзи — Изобел Пич (1980; эпизод «Вальсирующая Матильда»)[4]
- Арлекин (1980) — Элис
- Весна и осень — Шейла (1980; эпизод «Победитель»)
- Банановые авиалинии (1981) — Мэнди
- Беллами — Фиона (1981; эпизод «Лучший проклятый убийца в стране»)
- Остров праздников — Лиза Кендалл (1981-82; 64 серии)[5]
- Братья — Дженин Уильямс (1982)
- Примитивная страна — Гейл Фрэнсис; Мэрилин Дойл (1982-86; 5 эпизодов)
- Наконец-то… Bullamakanka: Кинофильм — Клер Хэмптон (1983)
- Человек цветов — Лиза (1983)[6]
- Узницы — Трейси Белман (5 эпизодов; 1983)
- До мозга костей — Ники (1983)
- Родня — Пенни (короткометражный фильм; 1983)[7]
- Человек писем — подруга Луизы (1984)
- Родственники — Клер (1985)